# Berry Shirayuki
Berry Shirayuki (白雪 ベリー Shirayuki Berī?) es la protagonista del manga Tokyo Mew Mew à la Mode. Ella también aparece en la penúltima página del último volumen de Tokyo Mew Mew, el cual no está relacionado con la historia de Tokyo Mew Mew à la Mode.

## Historia
Después de un duro día de escuela, Berry está agotada. Ella cae en medio de una subida de escaleras, pero es salvada por Ryō Shirogane. Él la invita a ir al Café Mew Mew por un tiempo. Berry decide seguirlo para agradecerle apropiadamente. Ella entra al café y comienza a admirar los pasteles.
Ella es tomada por sorpresa por Ryō (cayendo en la exhibición de pasteles), ella huye avergonzada con sus ojos cerrados, y, casualmente, choca con la máquina de inyección de ADN. Ella es injectada con los genes de un Gato Andino y un Conejo de Amami y pasa. Cuando ella despierta, Ryō le da a R2003, un nuevo diseño de R2000 (AKA Masha). Después, ella lo nombra Ucha.
Mientras sale de la escuela para ir a una "cita" con Tasuku Meguro, Berry es atacada por un Chimera Anima. Berry se transforma en Mew Berry, y lo derrota.
Después, Berry se encuentra con Los Cruzados de Santa Rosa y con las otras Mew Mews - Ichigo Momomiya, Mint Aizawa, Lettuce Midorikawa, Pudding Fong, y Zakuro Fujiwara.

## Romanización
A diferencia de los nombres de las otras Mew Mews, los cuales se escriben en hiragana o kanji cuando ellas están en su forma normal, y en katakana cuando ellas están en su forma Mew Mew, el nombre de Berry siempre se escribe en katakana. La razón de esto es confusa. Entonces, en ese caso, su nombre normal y su nombre Mew Mew se escriben de la misma manera en la versión original del manga, y TOKYOPOP escribe su nombre como "Berry" en ambos casos.

## Armas y habilidades
Después de su transformación le brotan unas orejas de conejo y una cola de gato color vainilla. Berry adquiere habilides como saltar alto, oír cosas a largas distancias y un gusto por los vegetales. Ella no tiene una emoción que aumenta su poder.
- Arma: Ucha (R2003); él se transforma en un bastón/vara con una fresa en la parte de abajo, con una cabeza de conejo en la punta. El nombre exacto de esta arma es desconocido, posiblemente por la supervisión de Mia Ikumi.

- Ataque: Listón Examen de Baya Amorosa

Este ataque posiblemente podría ser un giro del ataque de Ichigo, "Listón Examen de Fresa", pero a diferencia del movimiento de Ichigo, el Chimera Anima no se vuelve a convertir en un parásito similar a una medusa (o Para Para). La razón de esto no es clara, porque al principio del volumen uno cuando las cuatro Mew Mews originales están peleando con un Chimera Anima, este se vuelve a convertir en una Para Para.
- Arma: Ucha (R2003)

- Ataque: Listón Examen de Baya Doble

Este ataque es usado con la Campana de Fresa de Ichigo.
- Datos: Q2750941